# ノラ・ジャコヴァ
ノラ・ジャコヴァ（Nora Gjakova、1992年8月17日 - ）はコソボのペヤ出身の柔道選手。階級は57kg級。身長165cm。弟は73kg級で活躍しているアキル・ジャコヴァ。

## 人物
空手に取り組んでいた父親が子供にも何か格闘技を習わせたいと思ったことから、10歳の時に弟とともにマイリンダ・ケルメンディを指導していたドリトン・クカのIppon Judo Clubで柔道を始めた。コソボでは2013年の世界選手権52kg級で優勝したケルメンディに続く活躍が期待されている選手。ケルメンディと同じクラブに所属していることから、トレーニングパートナーを長らく務めていた。ジュニア時代からヨーロッパジュニアカップで度々優勝を果たすなどの活躍をして、2011年のプレオリンピック大会では3位となった。2012年にはスイス国際柔道大会でも優勝した。しかし、ロンドンオリンピックには出場資格が得られる世界ランキング14位以内に入っていなかったために出場できなかった。(オリンピックの出場資格を得ていたにしても、IOCがコソボオリンピック委員会を承認していないために、ケルメンディ同様にアルバニアからの出場となるところだった)。
その後もグランプリ・アブダビで3位になるなど一定の活躍を見せた。2013年の世界選手権では3回戦で元世界2位であるポルトガルのテルマ・モンテイロを内股の技ありで破るものの、準々決勝で地元ブラジルのラファエラ・シルバに一本負けすると、敗者復活戦でも山本杏に指導3で敗れたものの、7位入賞を果たした。2014年10月にIOCはコソボ・オリンピック委員会を仮承認すると、12月には正式に承認した。これにより、2016年リオデジャネイロオリンピックにコソボ代表で出場することが可能となった。2015年6月にはバクーで開催されたヨーロッパ選手権を兼ねたヨーロッパ競技大会において3位となり、コソボの選手として総合競技大会において初めてのメダルを獲得することになった。2016年にロシアのカザニで開催されたヨーロッパ選手権では3位になった。今大会では当初国交のないロシアがコソボの名の下での出場を拒否していたものの、交渉の結果認められることになった(2年前に同じロシアのチェリャビンスクで世界選手権が開催された際には認められなかった)。2016年のリオデジャネイロオリンピックでは2回戦で敗れた。2017年にはグランプリ・アンタルヤでIJFワールド柔道ツアー初優勝を飾った。2018年にはグランプリ・チュニスで優勝すると弟のアキル・ジャコヴァも73kg級で2位となり、IJFワールド柔道ツアーにおいて姉弟でのメダル獲得となった。ヨーロッパ選手権では優勝した。ワールドマスターズでは決勝で芳田司に技ありで敗れた。2021年のワールドマスターズでは準決勝で芳田に敗れて3位だった。世界選手権では準決勝でカナダのジェシカ・クリムカイトに背負投で敗れるも3位になった。7月に日本武道館で開催された東京オリンピックでは準決勝で今まで一度も勝てなかった芳田を技ありで破ると、決勝ではフランスのサラ＝レオニー・シジクにダイビングによる反則勝ちを収めて、48kg級のディストリア・クラスニキに続いてコソボに2つ目の金メダルをもたらした。なお、弟は73kg級で7位になった。オリンピック以来1年2か月ぶりの復帰戦となった2022年のグランドスラム・アブダビでは2位だった。2023年の世界選手権では7位だったが、グランドスラム・バクーで優勝、ヨーロッパ選手権で3位だった。地元コソボのプリシュティナで開催されたヨーロッパオープン選手権では3位となり、賞金2万ユーロが授与された。2024年のパリオリンピックでは弟とともに旗手に選ばれるも初戦で敗れた。その後階級を63㎏級に上げると、2025年のグランドスラム・パリで3位になった。
IJF世界ランキングは5385ポイント獲得で3位(25/2/3現在)。

## 主な戦績
57㎏級での戦績
- 2010年 - 世界ジュニア 7位
- 2011年 - ワールドカップ・ソフィア 5位
- 2011年 - ヨーロッパジュニアカップ ライプニツ大会 優勝
- 2011年 - ヨーロッパジュニアカップ パクス大会 優勝
- 2011年 - プレオリンピック大会 3位
- 2012年 - スイス国際柔道大会 優勝
- 2012年 - ワールドカップ・ローマ 3位
- 2012年 - グランプリ・アブダビ 3位
- 2013年 - ヨーロッパオープン・ソフィア 3位
- 2013年 - ヨーロッパオープン・プラハ 2位
- 2013年 - グランプリ・サムスン 5位
- 2013年 - 世界選手権 7位
- 2013年 - グランプリ・リエカ 3位
- 2015年 - アフリカオープン・チュニス 優勝
- 2015年 - ヨーロッパ競技大会　3位
- 2015年 - ヨーロッパオープン・リスボン　優勝
- 2015年 - グランドスラム・パリ　7位
- 2016年 -　アフリカオープン・チュニス　優勝
- 2016年 - グランプリ・トビリシ 2位
- 2016年 - ヨーロッパ選手権　3位
- 2017年 - ヨーロッパオープン・ソフィア　3位
- 2017年 -　グランプリ・アンタルヤ　優勝
- 2017年 - ヨーロッパ選手権　3位
- 2017年 - グランプリ・ハーグ 優勝
- 2018年 -　グランプリ・チュニス　優勝
- 2018年 -　グランプリ・アンタルヤ　優勝
- 2018年 - ヨーロッパ選手権　優勝
- 2018年 - 地中海競技大会　優勝
- 2018年 - グランプリ・ザグレブ　5位
- 2018年 -　グランドスラム・アブダビ　優勝
- 2018年 - グランプリ・タシュケント　2位
- 2018年 -　ワールドマスターズ　2位
- 2019年 - グランプリ・トビリシ　優勝
- 2019年 - ヨーロッパ競技大会　2位
- 2019年 - グランプリ・ブダペスト　2位
- 2020年 -　グランドスラム・パリ　3位
- 2021年 -　ワールドマスターズ　3位
- 2021年 -　グランドスラム・トビリシ　優勝
- 2021年 -　ヨーロッパ選手権　3位
- 2021年 -　世界選手権　3位
- 2021年 -　東京オリンピック　優勝
- 2022年 -　グランドスラム・アブダビ　2位
- 2022年 -　グランドスラム・バクー　3位
- 2023年 -　グランドスラム・トビリシ　2位
- 2023年 -　世界選手権　7位
- 2023年 -　グランドスラム・アスタナ　2位
- 2023年 -　グランドスラム・バクー　優勝
- 2023年 -　ヨーロッパ選手権　3位
- 2023年 -　ヨーロッパオープン選手権 2位
- 2024年 -　グランドスラム・バクー　2位
- 2024年 -　パンナムオープン・リマ　優勝

63㎏級での戦績
- 2025年 - グランドスラム・パリ　3位

(出典、JudoInside.com)